# Prali
Prali (en français Praly) est une commune de la ville métropolitaine de Turin, dans le Piémont, en Italie.
Jusqu'en 1937, le toponyme officiel était Praly.

## Administration
| Période                                  | Période  | Identité             | Étiquette | Qualité |
| ---------------------------------------- | -------- | -------------------- | --------- | ------- |
| 14 juin 2004                             | En cours | Sandra Loredana Aglì | civica    |         |
| Les données manquantes sont à compléter. |          |                      |           |         |

### Communes limitrophes
Angrogna, Bobbio Pellice, Perrero, Pragela, Salza di Pinerolo, Sauze di Cesana, Villar Pellice.